# 코르넬리아역
코르넬리아역(이탈리아어: Cornelia)은 로마 지하철 A선의 역이다. 이 역은 보체아 가 (via di Boccea)와 코르넬리아 순환로 (Cornelia ring road)의 교차로에 위치해 있다. 2000년 1월에 개통했다.

## 시설
코르넬리아 역에는 다음과 같은 시설이 있다.
- 매표소
- 장애인 전용 승차시설
- 에스컬레이터
- 엘리베이터
- ATAC 버스 정류장
- 역 감시카메라 (CCTV)

## 에스컬레이터
코르넬리아 역은 들어가고 나가는 곳에 9개의 에스컬레이터가 위치해 있다. 2개의 상향 에스컬레이터와 계단에서 아래로 내려갈려는 것을 소위 "스키니 에스컬레이터"로 잘 알려져 있다. 이 에스컬레이터는 최근 관광 명소로 알려져 있으며 에스컬레이션 감정가들이 이 곳을 찾아오기도 한다.
- 항목

## 역 주변
- 보체아 가 (Via Boccea)
- 보체아 문 (Forte Boccea)
- 산 조반니 바티스타 데 라 살레 광장 (Piazza San Giovanni Battista de la Salle)